# Hellula reniculus
Hellula reniculus là một loài bướm đêm trong họ Crambidae.